# Canale di Corsica
Il canale di Corsica (in corso: canali di Corsica o canale di Corsica, in francese: canal de Corse) è il braccio di mare che divide la Corsica dall'isola d'Elba; segna il passaggio dal mar Ligure al mar Tirreno e dal mar Tirreno al mare di Corsica dinanzi alle coste orientali del Capo Corso, dove segna anche il limite tra Mediterraneo occidentale e centrale.

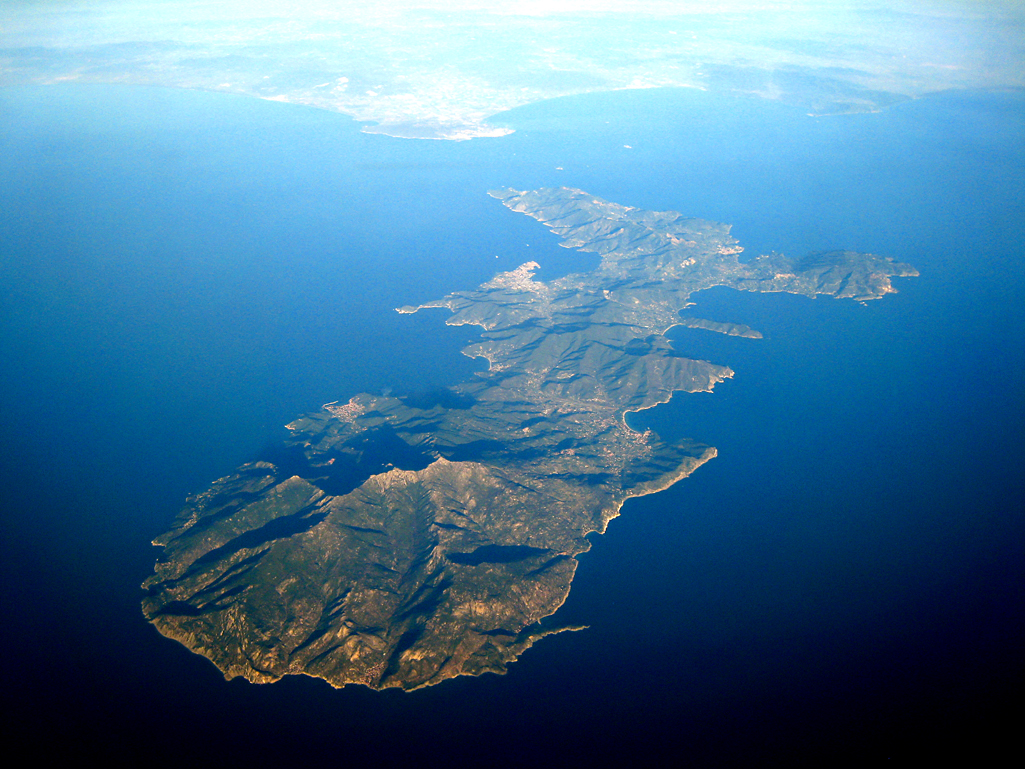
L'isola d'Elba. In basso, il canale di Corsica

Questo mare, oltre alla costa orientale di capo Corso, bagna la costa occidentale dell'isola d'Elba e l'isola di Capraia.

## Comuni bagnati dal canale di Corsica
| Stato   | Regione | Dipartimento o Provincia | Comuni                                                       |
| ------- | ------- | ------------------------ | ------------------------------------------------------------ |
| Francia | Corsica | Alta Corsica             | Rogliano, Meria, Luri, Cagnano, Pietracorbara, Sisco, Brando |
| Italia  | Toscana | Livorno                  | Capraia Isola, Marciana, Campo nell'Elba                     |

| Controllo di autorità | VIAF (EN) 170172980 |